# جيوفاني (لاعب كرة قدم مواليد 1998)
جيوفاني هو لاعب كرة قدم برازيلي في مركز الوسط، ولد في 23 مارس 1998 في ليميرا في البرازيل. لعب مع يونيون ماغدالينا.